# مدرسة محمد جسوس
مدرسة محمد جسوس، معلمة تعليمية تثقيفية مغربية أسسها أحمد بلافريج بالرباط يوم فاتح أكتوبر 1932م أثناء الحماية الفرنسية على المغرب. في البداية كانت مؤسسة غير ربحية، لنشر الوعي بالمسؤولية الوطنية، والمحافظة على الأصالة في وقت كانت فرنسا تسعى لنشر ثقافتها، لكن حاليًا هي من المدارس الخاصة، ويغلب على نظامها التعليمي المنهج الفرنكفوني واللغة الفرنسية.

## تاريخ
بعد الحوادث الدامية التي أعقبت صدور الظهير البربري سنة 1930. راودت أحمد بلافريج فكرة إنشاء مدرسة، فبدل أن يستعمل ما أوصى له به خاله محمد جسوس من ثلث ميراثه في عمل تجاري مربح، فضل انجاز مشروع تعليمي خيري. 
وعند عزمه بداية المشروع واجهته إدارة الحماية الفرنسية برفض إعطائه الرخصة الإدارية الشيء الذي اضطره إلى اللجوء إلى الحكومة الفرنسية واستعمال كل وسائل الضغط القانونية والسياسية مع تدخل كثير من معارفه الفرنسيين في باريس لإلزام السلطات الإدارية الفرنسية بالتراجع عن قرارها بالمنع. وأخيرا تمت الموافقة على افتتاح المدرسة بالرغم من تلكؤ بعض الاستعماريين في الإقامة العامة الذين كانوا يرون في هذه المؤسسة خطرا على سياستهم الاستعمارية.
شعر بلافريج بحاجة المغرب إلى نظام تعليم يرتكز بالأساس على الأصالة، مع الأخذ بعين الاعتبار، ضرورة الالتزام بمتطلبات العصر، وذلك باعتماد التدريس باللغتين العربية والفرنسية مع تساويهما في الحصص والبرامج. نظرا لكون المغرب كان يعيش في ظل نظام فرنسي.

### الافتتاح
بعد انتظار طويل، تم في بداية أكتوبر 1932 الإعلان عن افتتاح مدرسة أحمد بلافريج، التي سماها «مدرسة محمد جسوس»، عرفانا منه بالجميل لخاله الذي ساهم في تربيته وتعليمه ووهب له ثلث ميراثه. طيلة الأسابيع السابقة حرص الآباء والأمهات على تسجيل أبنائهم في تلك المدرسة. وتفضل بعض أفراد عائلة العربي غنام، بوضع منزله المجاور للمدرسة رهن إشارة أحمد بلافريج لتفتح فيه الدراسة مؤقتا ريثما تنتهي أشغال بناء المدرسة وذلك بعدما تأكد بأن ذلك المنزل كان كافيا في المرحلة الأولية لاستيعاب الموجة الأولى من التلاميذ. من أساتذتها البارزين عثمان جوريو.

### اجتياح المدرسة
كان الحاج أحمد بلافريج يرغب في أن يكون للمدرسة جمعية تضم جميع من تخرج منها من التلاميذ. لم تتحقق تلك الرغبة في المبادرة التي تمت في ديسمبر 1941، من طرف محمد بنشقرون، بسبب عدم توفر العدد الكافي من القدماء ولظروف تتعلق بالحرب العالمية الثانية وغياب أحمد بلافريج في سويسرا حيث أجريت له عملية جراحية في الرئة. بعد عودة بلافريج إلى الرباط سنة 1943 ليستأنف نشاطه في الحركة الوطنية، فتمت المطالبة بالاستقلال بتحرير وثيقة 11 يناير 1944، التي قدمها وفد برئاسته إلى السلطان محمد بن يوسف. وتم الإعلان عن تأسيس حزب الاستقلال، وانتخب بلافريج أمينا عاما له. فأقدمت سلطات الحماية يوم 29 يناير 1944 على اعتقاله، فخرجت الجماهير الشعبية من جميع الأطياف، فلبث بلافريج في السجن لمدة قصيرة، ثم وقع نفيه بعد ذلك إلى كورسيكا، فوقع الاعتداء على مدرسته، بتعطيل الدراسة فيها، واحتلالها من طرف القوات العسكرية الفرنسية، التي عاثت فيها فسادا.
وبعد فتح قنوات الحوار بين السلطان محمد بن يوسف وزعماء الحركة الوطنية وتعيين اريك لابون كمقيم عام مدني في يونيو 1946، عاد بلافريج من منفاه بكورسيكا إلى الرباط، واستأنف نشاطه في الحقل الوطني، وفي المدرسة، التي احتاجت إلى ترميمات مهمة بسبب الدمار الذي خلفه فيها الجيش الفرنسي عند احتلالها والاستيلاء عليها. 

### جمعية قدماء التلاميذ
فأقيمت بمناسبة عودة بلافريج عدة مهرجانات، من بينها كانت تلك التي نظمتها ثلة من قدماء المدرسة، بالتعاون مع المسؤولين فيها، وخاصة عثمان جوريو، استدعي لها عدد كبير من الشخصيات، كان هذا الحفل مناسبة لإعادة إثارة فكرة تأسيس جمعية قدماء تلاميذ مدرسة محمد جسوس. فجاءت الموافقة من مسؤولي الحماية الفرنسية سنة 1947، تم على إثرها عقد جمع عام للقدماء، أقيم في أحد أقسام المدرسة، وتوج بانتخاب أول مكتب للجمعية،  فقامت جمعية قدماء تلاميذ مدرسة محمد جسوس، في كل تلك الفترات بنشاط ثقافي وترفيهي ووطني هام اشتمل في كل سنة على تنظيم مخيم للقدماء في جبال الأطلس، أو في ضواحي الرباط وإقامة حفلين الأول بالدار البيضاء سنة 1948 والثاني بسينما رويال بالرباط سنة 1949، قدمت خلالهما عروضا فنية وأشرطة سينمائية وتمثيليات وأدوار موسيقية وغيرها.
وبعد الظروف السياسية الصعبة التي تلت فترة الانفراج التي دشنها المقيم العام اريك لابون، والتي انتهت بتعيين الجنرال جوان، ثم الجنرال غيوم وإتباعهما سياسة أقل تسامحا، أدت إلى أزمة سنة 1951 التي فرض أثناءها على السلطان التوقيع على ظهائر تمس بالسيادة الوطنية ثم إلى الإقدام يوم الأحد 20 غشت 1953 على المس برمز السلطان محمد بن يوسف ونفيه مع أسرته إلى كورسيكا ثم إلى مدغشقر. أجبرت هذه الأحداث الجمعية على تجميد نشاطها واكتفاء أعضائها بالعمل في الخفاء في إطار الحركة الوطنية وباتصال مع قادة حزب الاستقلال.

## تلاميذ بارزون
- أحمد بيرو، عميد الطرب الغرناطي.
- إدريس السلاوي، مستشار الحسن الثاني، ترأس عدة وزارات.
- عادل الدويري، وزير السياحة (2002 - 2007)
- فتح الله والعلو، وزير الاقتصاد (1998 - 2007)
- إدريس الشرايبي، كاتب فرنكفوني.
- إدريس بن الحسن العلمي (1925-2007)